# 갈등
갈등(葛藤)은 의지를 지닌 두 성격의 대립 현상이며, 일종의 분위기나 상황이다. 그 성질에 따라 외적 갈등과 내적 갈등으로 크게 나뉜다. 그래서 이를 바탕으로 하여 분쟁(紛爭)이라고 한다.
- 외적 갈등: 사람과 사람, 또는 사람과 환경 사이의 갈등.
- 내적 갈등: 한 인물의 심리적 갈등. (문학에서 자주 사용하며, 사건 전개에 긴박감을 더해 준다.)

문학에서는 사건과 함께 갈등을 강조하는데, 그래서 사건과 갈등을 혼동 혹은 혼용하는 경우가 많다. 하지만 사건이란 등장인물이 각자의 초목표를 위해 대립자에게 맞서서 벌이는 행동과 일을 의미한다. 갈등은 그러한 사건이 벌어지는 상황 그 자체를 의미한다. 그래서 사건이 다른 사람이나 환경에 대항해서 벌어지는 것이면 외적 갈등이고, 자신의 내면의 기준을 어기고 벌어지면 내적 갈등이라고 한다.  

## 어원
왼쪽으로 감아 자라나는 칡과 오른쪽으로 감아 자라나는 등나무가 서로 얽히고 설킨 모습에서 유래한다.

## 양상
- 인간과 인간 사이의 갈등 : '학', '무녀도', '동백꽃' 김유정-봄봄
- 인간과 사회 사이의 갈등 : '상록수', '레디 메이드 인생'
- 인간과 자연 사이의 갈등 : '한귀'(박화성)
- 인간과 운명 사이의 갈등 : '바위', '갯마을'
- 외적 자아와 내적 자아 사이의 갈등(한 인간 내면의 갈등) : '금당 벽화', '등신불'

## 갈등에 대처하는 유형
- 회피형 : 문제가 있어도 없는 듯 무시해 버리는 유형
- 경쟁형 : 자신의 입장을 고수하며 상대를 압도함으로써 갈등을 해결하는 유형
- 협동형 : 서로의 목표를 추구하면서도 좋은 관계를 유지하며 갈등을 해결하는 유형

## 갈등을 해결하는 방법
- 힘에 의한 해결 방법 : 상대방의 희생을 요구하거나 승자와 패자로 나누어지기 쉬운 해결 방법이다. 갈등을 근본적으로 해결하기 어렵다. 예) 폭력을 통한 갈등의 해결
- 법에 의한 해결 방법 : 제도적 장치를 통해 갈등을 평화적으로 해결하는 방법이기는 하나, 그 자체만으로는 한계가 있다.
- 대화에 의한 해결 방법 : 대화를 통해 서로가 만족할 수 있는 결과를 이끌어 내는 평화적인 해결 방법이다.

## 갈등 해결의 기술
- 협상 : 당사자들이 직접 대화를 통해 해결하는 것
- 조정 : 협상이 실패하고 갈등 중인 당사자들 사이에 의사소통의 끈이 끊어졌을 때, 중립적인 제3자를 통해 갈등을 해결하는 것
- 중재 : 당사자들 스스로가 해결책을 찾을 수 있도록 제3자가 도와주는 것
  - 또래 중조 : 갈등 해결 및 중조 훈련을 받은 학생이 학생들 사이의 갈등을 해결하도록 돕는 것